# تئودور شرر
تئودور شرر (به آلمانی: Theodor Scherer) (۱۷ سپتامبر ۱۸۸۹–۱۷ مه ۱۹۵۱) نظامی بلندپایه آلمانی در دوره رایش سوم بود که در جریان جنگ جهانی دوم فرماندهی یگان‌هایی تا سطح لشکر را بر عهده داشت.

## زندگی
روز ۱۷ سپتامبر سال ۱۸۸۹ در هوشتت در بایرن زاده شد. پدرش معلم مدرسه بود. به عنوان افسر دانشجو به هنگ ۱۲ پیاده‌نظام بایرن پیوست و با درجه ستوان دوم خدمت خود را از ماه اکتبر سال ۱۹۱۰ آغاز کرد. در طول جنگ جهانی اول در یگان‌های مسلسل رزم را تجربه نمود و تا پایان جنگ به درجه سروانی رسید. پس از جنگ به نیروی پلیس بایرن ملحق شد و برای ۱۵ سال به عنوان افسر پلیس خدمت کرد. تا سال ۱۹۳۵ به درجه سرهنگ دومی ترفیع گرفت و با همان درجه مجدداً به نیروی زمینی بازگشت. در ابتدا در ستاد هنگ ۱۱۱ پیاده‌نظام قرار گرفت. ماه ژانویه سال ۱۹۳۷ به درجه سرهنگی نائل آمد و ماه اکتبر سال ۱۹۳۸ فرماندهی هنگ ۵۶ پیاده‌نظام در اولم به او سپرده شد. پس از دو سال فرماندهی هنگ تازه‌تشکیل‌شده ۵۰۷ پیاده‌نظام به او محول گشت. با آغاز جنگ جهانی دوم، این یگان را در نبرد فرانسه تا ماه سپتامبر سال ۱۹۴۰ هدایت کرد. ماه نوامبر این سال به درجه سرتیپی ترفیع گرفت.

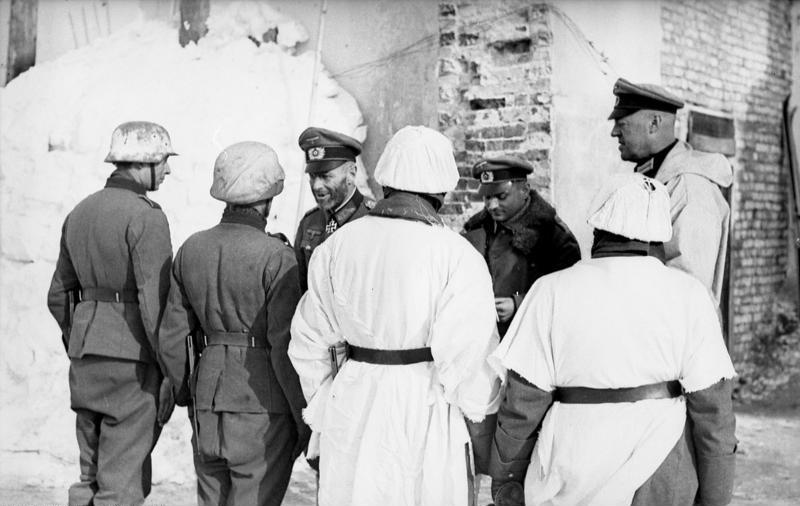
درون محاصره خولم

ماه اکتبر سال ۱۹۴۱، به جهت تجربه فعالیت در نیروی پلیس، به عنوان فرمانده لشکر دویست‌وهشتادویکم امنیت برگزیده شد. این یگان از آرایش‌های سبک برای تأمین امنیت در نواحی پشت خط مقدم بود و قالبا با پارتیزان‌های شوروی درگیری داشت. در جریان ضدحمله زمستانی ارتش سرخ لکشر شرر به همراه یگان‌های مختلف دیگری ماه ژانویه سال ۱۹۴۲ در ناحیه خولم در ۴۳۰ کیلومتری شمال غربی مسکو به محاصره دشمن افتاد. او فرماندهی تمامی نیروهای درون محاصره موسوم به «گروه رزمی شرر» با حدود ۵۵۰۰ نفر نیرو را بر عهده داشت. این گروه رزمی در ابتدا هیچ توپ ضدتانکی نداشت و گلوله‌باران بیشتر ساختمان‌ها را تخرب کرد تا در سرمای شدید پناهگاه چندانی نیز برای آن باقی نماند. نبود پناهگاه همچنین آلمانی‌ها را در برابر آتش تک‌تیراندازهای دشمن آسیب‌پذیر می‌کرد. در نهایت پرواز هواگردهای ترابری یو ۵۲ تعدادی توپ ضدتانک و مقداری تجهیزات پزشکی از طریق هوایی به آن‌ها رساند. با ادامه نبرد سنگین، نیروهای شوروی با اتکا به برتری عددی زیاد جای پایی برای خود در حومه شرقی شهر باز کنند. در نبرد شهری در خیابان‌های کم‌عرض متعاقب نیروهای شرر مهارت قابل‌توجهی در وارد آوردن تلفات سنگین به دشمن و در مواردی عقب راندن آن‌ها از خود نشان دادند. با فرا رسیدن بهار و بهبود شرایط آب‌وهوایی، پروازهای پشتیبانی هوایی لوفت‌وافه افزایش یافت اما وضعیت محاصره‌شدگان همچنان بغرنج بود. به هر صورت، در نهایت نیرویی از بیرون توانست روز ۵ مه سال ۱۹۴۲ حلقه محاصره بشکند و موفق به برقراری اتصالی زمینی با قوای شرر شود. تا این زمان تنها ۱۲۰۰ نفر برای او درون شهر باقی مانده بود. بدین شکل شرر و افرادش توانستند ۱۰۷ روز تلاش ارتش سرخ برای تسلط بر شهر خولم را ناکام بگذراند. گفته می‌شود در این مدت شوروی بیش از دو هزار مورد تهاجم به این شهر صورت داده‌است. روز ۱ ژوئیه سال ۱۹۴۲ نشان مخصوص نبرد برای سربازان حاضر در این محاصره ایجاد گردید که بر آستین چپ نصب می‌شد.
به جهت این دستارد، شرر روز ۲۰ فوریه سال ۱۹۴۲ مفتخر به دریافت نشان عالی صلیب شوالیه صلیب آهنین شد. روز ۵ مه برگ‌های بلوط نیز به نشان صلیب شوالیه او افزوده گشت. ماه سپتامبر به فرماندهی لشکر سی‌وچهارم پیاده‌نظام منصوب و دو ماه بعد درجه سرلشکر به او اعطا گردید. لشکر شرر در نبردهای دفاعی سال‌های ۱۹۴۲ و ۱۹۴۳ گروه ارتش مرکز، مخصوصاً نبرد سوم خارکوف، به رزم پرداخت. تا بهار سال ۱۹۴۴ و در جریان عقب‌نشینی در شمال اوکراین، دیگر قابلیت رزمی چندانی در این لشکر نمانده بود تا به پشت خط مقدم در ایتالیا فرستاده شود.
سرلشکر شرر ماه آوریل سال ۱۹۴۴ در جایگاه بازرس دفاع ساحلی جبهه شرقی قرار گرفت. از اواخر سال ۱۹۴۴ دیگر هیچ مقامی به او داده شد.
پس از جنگ، سرلشکر تئودور شرر در نهایت ماه مه سال ۱۹۵۱ در اثر یک تصادف رانندگی درگذشت.

## نشان‌ها
- صلیب آهنین (۱۹۱۴) درجه ۲ (۲۶ اوت ۱۹۱۴) و درجه ۱ (۱۷ ژانویه ۱۹۲۰)
- گیره نوار به صلیب آهنین (۱۹۳۹) درجه ۲ و درجه ۱ (۲۰ ژوئن ۱۹۴۰)
- صلیب شوالیه صلیب آهنین:
  - صلیب شوالیه: ۲۰ فوریه ۱۹۴۲ - سرلشکر - فرمانده لشکر دویست‌وهشتادویکم امنیت
  - برگ‌های بلوط: ۵ مه ۱۹۴۲ - سرلشکر - فرمانده لشکر دویست‌وهشتادویکم امنیت
- سپر خولم: ۳۱ اکتبر ۱۹۴۲[۴]